# Молво
Молво — дворянский род.
Коммерции советник Яков Николаевич Молво (1766—1826), в воздаяние ревностной и усердной службы в разных должностях, 22 августа 1817 года награждён орденом св. Владимира 4-й степени, а 27 октября 1850 года его потомкам пожалован диплом на потомственное дворянское достоинство.

## Описание герба
Щит разделён вилообразно на три части. В первой, червлёной части, золотой, с таким же кольцом, якорь. Во второй, червлёной части, серебряное сердце. В третьей, лазоревой части, выходящие с правого и левого боков с серебряными рукавами две сложенные руки.
Щит увенчан дворянскими шлемом и короною. Нашлемник: два чёрных орлиных крыла, сопровождаемые золотою о шести лучах звездою. Намёт: справа — червлёный, с золотом, слева — червлёный, с серебром. Герб Молво внесён в Часть 11 Общего гербовника дворянских родов Всероссийской империи, стр. 56.

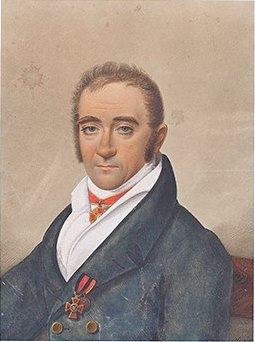
Портрет Якова Николаевича Молво работы неизвестного художника